# گونیلا اولسون
گونیلا اولسون (سوئدی: Gunilla Olsson؛ زادهٔ ۱۶ دسامبر ۱۹۴۷) بازیگر اهل سوئد است.
از فیلم‌ها یا مجموعه‌های تلویزیونی که وی در آن‌ها نقش داشته است، می‌توان به به خودت بیا، عزیزم! و ناراست چون آب اشاره نمود.